# Tomiko Miyao
Tomiko Miyao (宮尾 登美子), née le 13 avril 1926 à Kōchi (dans la préfecture homonyme) et morte le 30 décembre 2014 est une écrivaine japonaise connue pour ses romans autobiographiques et historiques, dont plusieurs ont été adaptés au cinéma et à la télévision.

## Biographie
Fille d'un joueur et agent pour geishas, elle fréquente l'école secondaire à Kōsaka et travaille ensuite comme professeur. Après qu'elle a remporté en 1962 le prix Fujinkōron pour les jeunes écrivaines avec le récit Ren, elle est rédactrice pour un magazine féminin à Tokyo. En 1964, elle se remarie avec le journaliste Miyao Masao. Son succès littéraire commence quand elle est lauréate en 1974 du prix Osamu Dazai pour Kai. En 1976, paraissent Yōrikō, roman sur une jeune fille de douze ans que sa famille a livrée à la prostitution et plus tard devenue geisha et Iwago oboe-gaki, livre basé sur le journal de son père.
Miyao est couronnée en 1977 du prix de littérature féminine pour Kantsubaki. L'année suivante, le prix Naoki lui est décerné pour Ichigen no koto. Après son roman Kyara no kō en 1981, paraît en 1982 le recueil de nouvelles Yamamomo no ureru puis Jo no mai (1982) à partir de la biographie de la peintre Uemura Shōen. En 1984 est publié le roman en deux volumes Shuka. En 2008, Miyao est lauréate du prix Kan-Kikuchi et en 2009 est désignée « personne de mérite culturel » (bunka kōrōsha).

## Adaptations de ses œuvres au cinéma
- 1982 : Dans l'ombre du loup (鬼龍院花子の生涯, Kiryūin hanako no shōgai?) de Hideo Gosha
- 1983 : Yohkiroh, le royaume des geishas (陽暉楼, Yōkirō?) de Hideo Gosha
- 1984 : Appassionata (序の舞, Jo no mai?) de Sadao Nakajima
- 1985 : La Proie de l'homme (櫂, Kai?) de Hideo Gosha
- 1987 : Yogisha (夜汽車?) de Kōsaku Yamashita